# Premio PEN/Robert W. Bingham
Il Premio PEN/Robert W. Bingham  (PEN/Robert W. Bingham Prize for Debut Short Story Collection) è un riconoscimento letterario assegnato annualmente alla migliore raccolta di racconti di debutto.
È stato istituito nel 2002 in onore dello scrittore ed editore Robert Worth Bingham IV morto di overdose a 33 anni il 28 novembre 1999.
Mentre inizialmente premiava sia romanzi che raccolte di racconti, a partire dal 2018 si è focalizzato sulle short stories lasciando così al Premio PEN/Hemingway il riconoscimento per il miglior esordio in forma lunga.
Amministrato dal PEN America, riconosce al vincitore un premio di 25000 dollari.

## Albo d'oro
- 2002: Manil Suri: La morte di Vishnu (The Death of Vishnu), Carolyn Cooke: The Bostons e Matthew Klam: Questioni delicate che ho affrontato dall'analista (Sam the Cat and Other Stories)
- 2004: Jonathan Safran Foer: Ogni cosa è illuminata (Everything Is Illuminated), Will Heinrich: The King's Evil e Monique Truong: Il libro del sale (The Book of Salt)
- 2006: Christopher Coake: Siamo nei guai (We're in Trouble)
- 2007: Janna Levin: A Madman Dreams of Turing Machines
- 2008: Dalia Sofer: La città delle rose (The Septembers of Shiraz)
- 2009: Donald Ray Pollock: Knockemstiff
- 2010: Paul Harding: L'ultimo inverno (Tinkers)
- 2011: Susanna Daniel: Stiltsville e Danielle Valore Evans: Before You Suffocate Your Own Fool Self
- 2012: Vanessa Veselka: Zazen
- 2013: Sergio De La Pava: A Naked Singularity[6]
- 2014: Shawn Vestal: Godforsaken Idaho[7]
- 2015: Jack Livings: The Dog: Stories
- 2016: Mia Alvar: Famiglie ombra (In the Country: Stories)
- 2017: Rion Amilcar Scott: Insurrections: Stories
- 2018: Jenny Zhang: Sour Heart
- 2019: Will Mackin: Bring Out the Dog
- 2020: Mimi Lok: Last of Her Name
- 2021: Michael X. Wang: Further News of Defeat: Stores
- 2022: Yoon Choi: Skinship: Stories[8]
- 2023: Morgan Talty: Night of the Living Rez[9]